# Липпарини, Людовико

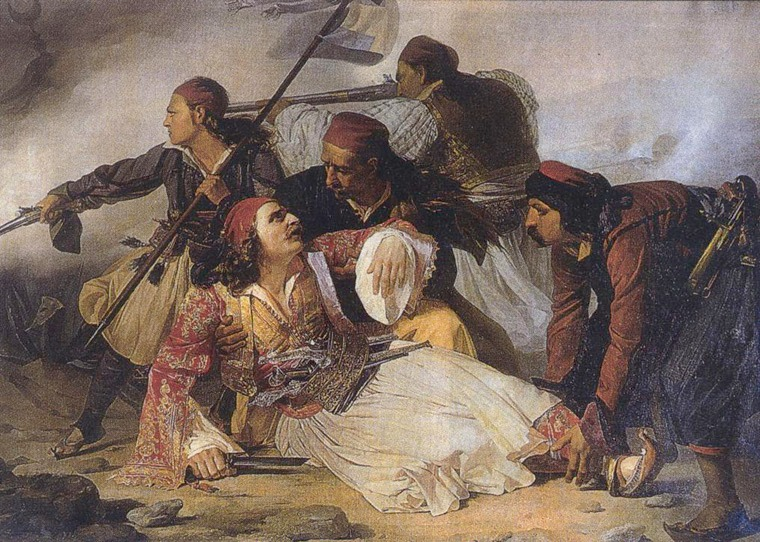
Смерть Маркоса Боцариса, Civico Museo Sartorio Триест

Людовико Липпарини (итал. Ludovico Lipparini, 17 февраля 1800, Болонья — 10 марта 1856, Венеция) — итальянский художник.

## Биография
Липпарини родился в городе Болонья 17 февраля 1800 года. Здесь он получил образование. В 1820 году он жил и работал в городах Рим и Неаполь, в 1822 году и вновь в 1825 году, в городе Венеция, где учился в Академия изящных искусств в Венеции. Липпарини имеет своим лучшим учеником Антонио Ротта (1828—1903).
Здесь он встретил своего учителя и в дальнейшем друга Teodoro Matteini (1754—1831). Он стал преподавателем Академии в 1833 году, и профессором живописи в 1848 году.
Темой многих из его работ была Греческая революция.
Его учениками были Иосиф Батич, Карл фон Блаас, Cesare Dell’Acqua и Дионисиос Цокос.
Липпарини умер 10 Марта 1856 года в Венеции.

## Работы
- Смерть Маркоса Боцариса, Civico Museo Sartorio Триест
- Мученичества святых Аквилеи, S. Antonio Nuovo, Триест
- Портрет Leopoldo Cicognara, Международная галерея современного искусства, Венеция
- Портрет Меттерниха, частная коллекция
- Сократ и Алкивиад, частная коллекция